# El puente (película de 1959)
El puente (en alemán Die Brücke) es una película de drama bélico de Alemania Occidental de 1959, dirigida por Bernhard Wicki. El guion está basado en la novela homónima del escritor y periodista Gregor Dorfmeister, más conocido por su seudónimo Manfred Gregor.

## Argumento
La película se sitúa en Alemania en 1945, ya a finales de la Segunda Guerra Mundial. En este contexto, un grupo de adolescentes de un pequeño pueblo son movilizados por unos oficiales de la Wehrmacht, ante la escasez de soldados adultos, como parte del programa «Volkssturm», y se les encomienda una misión casi suicida: con poco armamento y casi ninguna instrucción deben proteger un puente «a toda costa» frente al ataque de los Aliados; abandonados por sus jefes, terminan enfrentándose así a tropas estadounidenses.

## Reparto
- Folker Bohnet: Hans Scholten
- Fritz Wepper: Albert Mutz
- Cordula Trantow: Franziska
- Michael Hinz: Walter Forst
- Frank Glaubrecht: Jürgen Borchert
- Karl Michael Balzer: Karl Horber
- Volker Lechtenbrink: Klaus Hager
- Günther Hoffmann: Sigi Bernhard
- Edith Schultze-Westrum: Mutter Bernhard
- Wolfgang Stumpf: Studienrat Stern
- Günter Pfitzmann: Sargento Heilmann
- Vicco von Bülow: Stabsfeldwebel Zeisler
- Heinz Spitzner: Hauptmann Fröhlich
- Siegfried Schürenberg: Oberstleutnant Bütov
- Ruth Hausmeister: Señora Mutz
- Eva Vaitl: Señora Borchert
- Georg Lehn: Feldwebel Sprengkommando
- Johannes Buzalski: Soldado herido
- Trude Breitschopf: Señora Forst
- Inge Benz: Profesor de deporte Sigrun
- Hans Oettl: Policía Wollschläger
- Heini Göbel: Feldwebel Verpflegung
- Hans Elwenspoek: Ortsgruppenleiter Forst
- Til Kiwe: Ritterkreuzträger
- Klaus Hellmold: Señor Horber
- Herma Hochwarter: Dienstmädchen bei Forst
- Edeltraut Elsner: Barbara
- Alexander Hunzinger: Gefreiter

## Premios y nominaciones
| Premio                                              | Categoría                           | Resultado |
| --------------------------------------------------- | ----------------------------------- | --------- |
| Óscar                                               | Mejor película de habla no inglesa  | Nominada  |
| Globo de Oro                                        | Mejor película en lengua no inglesa | Ganadora  |
| Festival de Mar de Plata                            | Astor de Oro a la mejor película    | Ganadora  |
| Medallas del Círculo de Escritores Cinematográficos | Mejor película extranjera           | Ganadora  |
| Medallas del Círculo de Escritores Cinematográficos | Mejor director extranjero           | Ganador   |